# Secret Story Afrique
Secret Story Afrique est une émission de téléréalité francophone adaptée de la version française et diffusée du 15 juin 2024 au 10 août 2024 sur la chaîne Canal+ Pop. La première saison est remportée par la candidate ivoirienne Awa Sanoko.

## Concept
Quinze candidats sont isolés dans une maison, appelée « Maison des Secrets », pendant plusieurs semaines, sous l'œil de nombreuses caméras et de microphones. Chacun des candidats a un secret personnel, l'objectif étant de trouver le plus grand nombre de secrets et de conserver le sien jusqu'à la fin de l'aventure.
La « Maison des Secrets » est l'endroit où les candidats vivent durant l'ensemble de l'aventure, à la manière du concept de Big Brother. Il s'agit d'un préfabriqué situé à Johannesburg en Afrique du Sud, équipé de 60 caméras et 200 microphones, qui accueille également la version sud-africaine (en) de Big Brother,.
À la manière de la version française, la « Maison des Secrets » est composée de diverses pièces d'une maison usuelle, comme un salon, des chambres, une salle de bain ou une cuisine. Elle est également composée d'un confessionnal, une pièce permettant aux candidats de se confier sur la journée passée, de se voir attribuer des missions secrètes ou encore d'être confronté si l'un des candidats pense avoir trouvé le secret d'un autre. Elle peut aussi contenir des pièces secrètes.
Les candidats évoluent sous les ordres de « La Voix », qui sert d'arbitre et de maître du jeu tout au long de l'aventure.

## Déroulement des saisons
| Saisons                 | 1                                       | 2       |
| ----------------------- | --------------------------------------- | ------- |
| Vainqueur               | Awa Sanoko                              | À venir |
| Nombre de semaines      | 8                                       | À venir |
| Gains                   | 20 000 000 francs CFA + cagnotte        | À venir |
| Présentation prime-time | Jean-Michel Onnin Stéphanelle Tsabakana | À venir |

## Diffusion
Le programme est diffusé sur Canal+ Afrique.

Une quotidienne est diffusée du lundi au vendredi. Chaque samedi, un prime hebdomadaire a lieu en direct, à l'issue duquel un des habitants nommé le jeudi même sera éliminé.

Sur le canal 99 de Canal+ Afrique, est diffusé le live 24h/24.

## Saison 1
La première saison de Secret Story Afrique est diffusée du 15 juin au 10 août 2024.

Les quotidiennes sont diffusées à 18 h 15, et les primes du samedi, à 20 h 30. Ces primes sont présentés par l'animateur ivoirien Jean-Michel Onnin, accompagné de l'influenceuse camerounaise Stéphanelle.
Le rôle de « La Voix » est endossé par l'acteur gabonnais Keiffren Bondobari.
Quinze candidats, issus de treize pays d'Afrique francophone, participent à cette saison, d'une durée de 50 jours.
Cette première saison est remportée par Awa Sanoko, originaire de Côte d'Ivoire. Elle remporte ainsi les 20 millions de francs CFA promis au vainqueur, ainsi que les 2 925 000 francs de sa cagnotte, soit un total de 22 925 000 francs.

### Candidats
| Classement | Classement     | Classement                       | Classement | Classement                                                   | Classement   | Classement      |
| #          | Candidats      | Pays                             | Âge        | Secret                                                       | Entrée       | Sortie          |
| ---------- | -------------- | -------------------------------- | ---------- | ------------------------------------------------------------ | ------------ | --------------- |
| 1          | Awa            | Côte d'Ivoire                    | 29 ans     | « Je suis l'un des plus beaux mannequins du monde. »         | 15 juin 2024 | 10 août 2024    |
| 2          | Kaaty          | Guinée                           | 28 ans     | « J'ai pesé jusqu'à 170 kilos. »                             | 15 juin 2024 | 10 août 2024    |
| 3          | Emmanuel       | Cameroun                         | 45 ans     | « Je suis le seul survivant d'un crash d'avion. »            | 15 juin 2024 | 10 août 2024    |
| 4          | Ange           | Côte d'Ivoire                    | 28 ans     | « Nous sommes un faux couple. » (avec Bernika)               | 15 juin 2024 | 10 août 2024    |
| 5          | Maïmouna       | Mali                             | 27 ans     | « J'ai découvert à 18 ans que ma tante était ma mère. »      | 15 juin 2024 | 10 août 2024    |
| 6          | Bernika        | Burkina Faso                     | 26 ans     | « Nous sommes un faux couple. » (avec Ange)                  | 15 juin 2024 | 3 août 2024     |
| 7          | Ak-Rame        | Bénin                            | 27 ans     | « Je suis le gardien du trésor. »                            | 15 juin 2024 | 3 août 2024     |
| 8          | Yann-Amir      | Gabon                            | 29 ans     | « Je vois l'avenir. »                                        | 15 juin 2024 | 27 juillet 2024 |
| 9          | Tracy          | République démocratique du Congo | 27 ans     | « Je suis une WAG. »                                         | 15 juin 2024 | 27 juillet 2024 |
| 10         | Bériche        | République du Congo              | 32 ans     | « Je suis somnambule. »                                      | 15 juin 2024 | 20 juillet 2024 |
| 11         | Grâce & Gloire | Bénin                            | 35 ans     | « Nous sommes jumeaux. »                                     | 15 juin 2024 | 20 juillet 2024 |
| 12         | Ma & Mota      | Sénégal                          | 28 ans     | « Nous sommes jumelles. »                                    | 15 juin 2024 | 13 juillet 2024 |
| 13         | Kitary         | Niger                            | 27 ans     | « Je suis l'enfant d'une star de la chanson dans mon pays. » | 15 juin 2024 | 6 juillet 2024  |
| 14         | Marlène        | Togo                             | 30 ans     | « J'ai survécu à un attentat. »                              | 15 juin 2024 | 29 juin 2024    |
| 15         | Tobias         | Madagascar                       | 27 ans     | « Je suis le chasseur du trésor. »                           | 15 juin 2024 | 22 juin 2024    |

- Vainqueur
- Deuxième
- Troisème
- Finaliste
- Éliminé(e)
- Abandon

### Secrets
Les secrets sont ici présentés dans leur ordre d'annonce. Les huit premiers sont révélés lors du prime de lancement; les six autres le sont lors du prime une semaine plus tard.
| Secret                                                        | Candidat(s)    | Découvreur                   | Jour de découverte |
| ------------------------------------------------------------- | -------------- | ---------------------------- | ------------------ |
| Je suis le seul survivant d'un crash d'avion.                 | Emmanuel       | Révélé par lui-même.         | 10 août 2024       |
| Je suis le gardien du trésor.                                 | Ak-Rame        | Kaaty,                       | 20 juillet 2024    |
| Nous sommes un faux couple.                                   | Ange & Bernika | Kaaty                        | 18 juin 2024       |
| Je suis l'un des plus beaux mannequins du monde.              | Awa            | Ak-Rame                      | 13 juillet 2024    |
| Je suis le chasseur du trésor.                                | Tobias         | Abandon avant la découverte  | 22 juin 2024       |
| Je suis une wag.                                              | Tracy          | Kaaty                        | 6 juillet 2024     |
| Nous sommes jumeaux.                                          | Grâce & Gloire | Kitary                       | 29 juin 2024       |
| Nous sommes jumelles.                                         | Ma & Mota      | Awa                          | 24 juin 2024       |
| J'ai survécu à un attentat.                                   | Marlène        | Éliminée avant la découverte | 29 juin 2024       |
| Je suis l’enfant d’une star de la chanson (en) dans mon pays. | Kitary         | Grâce                        | 29 juin 2024       |
| J’ai découvert à 18 ans que ma tante était ma mère.           | Maïmouna       | Awa                          | 31 juillet 2024    |
| J’ai pesé jusqu’à 170 kilos.                                  | Kaaty          | Ak-Rame                      | 20 juillet 2024    |
| Je vois l'avenir.                                             | Yann-Amir      | Éliminé avant la découverte  | 27 juillet 2024    |
| Je suis somnambule.                                           | Bériche        | Éliminée avant la découverte | 20 juillet 2024    |

1. ↑  Emmanuel est le seul habitant de la saison à avoir préservé son secret jusqu'à la finale.
2. ↑  Kaaty a buzzé l'intitulé « Je suis le détenteur de la clef de la « Maison des Secrets ». ».
3. ↑  Bien que Kaaty ait trouvé le secret d'Ak-Rame, elle ne remporte que la moitié de sa cagnotte. Pour remporter l'autre moitié, il lui faut trouver la clef du trésor, qu'Ak-Rame continue de cacher tous les jours dans la Maison. Cette clef est finalement trouvée par Emmanuel, quelques jours avant la finale, alors qu'Ak-Rame était éliminé.
4. ↑  Ak-Rame a buzzé l'intitulé « Je suis un mannequin international récompensé. ».
5. ↑  Tracy est l'épouse du footballeur ivoirien Brice Dja Djédjé.
6. ↑  Grâce a buzzé l'intitulé « Je suis descendant d'une famille d'artistes de mon pays. ».

### Nominations et départs
| Semaine   | Nomination                                                                 | Départ                          |
| --------- | -------------------------------------------------------------------------- | ------------------------------- |
| Semaine 1 | Bériche (22,4%), Kaaty (47,2%), Maïmouna (30,4%)                           | Aucun                           |
| Semaine 1 | Abandon                                                                    | Tobias                          |
| Semaine 2 | Bériche (32%), Kaaty (37,7%), Marlène (30,3%)                              | Marlène                         |
| Semaine 3 | Kaaty (42,7%), Kitary (15,3%), Tracy (42%)                                 | Kitary                          |
| Semaine 4 | Ak-Rame (42,4%), Bernika (33,3%), Ma & Mota (24,3%)                        | Ma & Mota                       |
| Semaine 5 | Bériche (27,4%), Bernika (35,1%), Grâce & Gloire (5,1%), Tracy (32,4%)     | Bériche Grâce & Gloire          |
| Semaine 6 | Ange (25,2%), Awa (50,7%), Tracy (9,3%), Yann-Amir (14,8%)                 | Tracy Yann-Amir                 |
| Semaine 7 | Ak-Rame (25,2%), Bernika (34,3%), Kaaty (40,5%)                            | Ak-Rame Bernika                 |
| Semaine 8 | Ange (1,9%), Awa (52,8%), Emmanuel (21,5%), Kaaty (22,2%), Maïmouna (1,6%) | Ange, Emmanuel, Kaaty, Maïmouna |

## Saison 2
Une saison 2 de Secret Story Afrique est confirmée le 23 mars 2025 par Canal+ Afrique sur leurs réseaux sociaux, dans une publication annonçant un appel à candidatures. La date de lancement n'est cependant pas confirmée par la chaîne.